# Nucleïnezuurstructuur
De nucleïnezuurstructuur is de ruimtelijke moleculaire architectuur van een DNA- of RNA-molecuul. DNA en RNA zijn allebei biologische polymeren van nucleotiden. Een belangrijk verschil is dat DNA uit twee nucleotidestrengen bestaat, die in een stabiele helixstructuur met elkaar zijn vervlochten, terwijl RNA normaal gesproken enkelstrengs is, waardoor het soms met zichzelf kan basenparen in een ruimtelijke vouwing. Net als bij de eiwitstructuur zijn er ook bij nucleïnezuren vier niveaus van ruimtelijke organisatie te onderscheiden.
De structuren die nucleïnezuren aannemen zijn van groot belang voor hun moleculaire functie. Transfer RNA vouwt zich bijvoorbeeld in een karakteristieke secundaire vorm (klaverblad) en een tertiaire vorm (L-structuur). Alleen wanneer het tRNA juist is gevouwen kan het zijn functie vervullen. In vivo zijn nucleïnezuren vaak gebonden door eiwitten of andere nucleïnezuren. Voorbeelden zijn de nucleosomen, telomerasen of ribosomen.
Omdat een basenpaar altijd dezelfde geometrie heeft, is de driedimensionale structuur van DNA niet afhankelijk van de primaire sequentie. Een genoom kan dus evolueren zonder dat de stabiele dubbele helix daarbij veranderd. Eiwitten hebben daarentegen een ruimtelijke structuur die sterk beïnvloed wordt door de volgorde van aminozuren in de polypeptideketen. RNA is een tussenvorm: het heeft helicale elementen maar vertoont ook een ingewikkelde tertiaire structuur.

## Structuren

### Primaire structuur
De primaire structuur bestaat uit een lineaire sequentie van nucleotiden, die onderling verbonden zijn via fosfodiësterbindingen. De volgorde van nucleotiden vormt een code die het organisme informatie geeft hoe het eiwitten kan maken, welke van levensbelang voor de cel zijn. Een nucleïnezuur bevat vier typen nucleotiden die elk verschillen in hun stikstofbase: adenine, guanine, cytosine, thymine (alleen aanwezig in DNA) en uracil (alleen aanwezig in RNA). Naast de base bestaat de nucleotide altijd uit een vijfsuiker – desoxyribose in DNA, ribose in RNA – en een of meer fosfaatgroepen.

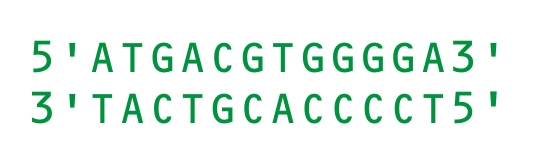
Voorbeeld van een DNA-sequentie. Per conventie wordt de coderende streng boven getoond, en van 5' naar 3' eind geschreven.

Tijdens het polymeriseren van DNA of RNA wordt een binding gevormd tussen het 5'-eind en het 3'-eind van de vijfsuiker. Het 5'-eind bevat de fosfaatgroep en het 3'-eind bevat de hydroxylgroep. Deze verschillende uiteinden geven de nucleotideketen een bepaalde polariteit. In het dubbelstrengse DNA liggen nucleotideketens antiparallel tegen over elkaar, wat wil zeggen dat ze in omgekeerde richting ten opzichte van elkaar lopen. DNA wordt altijd in de richting van het 3’-eind naar het 5’-eind afgelezen door enzymen (een volgende nucleotide kan alleen binden aan het 3’- eind van een nucleotide dat al is ingebouwd).
Een nucleotidesequentie is complementair aan een andere sequentie wanneer de stikstofbase op elke positie waterstofbruggen vormt met de tegenovergelegen keten. De sequentie AGCT is bijvoorbeeld complementair aan TCGA. DNA is dubbelstrengs en bevat een coderende streng (sense) en een matrijsstreng (anti-sense). Tijdens de transcriptie wordt de matrijsstreng door RNA-polymerase overgeschreven naar een complementair mRNA-molecuul.

### Secundaire structuur
De secundaire structuur van een nucleïnezuur is manier waarop de lineaire nucleotideketens met elkaar zijn verbonden via basenparing. De secundaire structuur komt tot stand door de interacties tussen de nucleobasen op basis van complementariteit. In het geval van DNA is de secundaire structuur eenvoudig: de twee DNA-strengen worden bij elkaar gehouden door middel van waterstofbruggen, zodat zich een helixstructuur kan vormen. In normale situatie liggen de purines (adenine en guanine) altijd tegenover de pyrimidines (cytosine en thymine).
Naast waterstofbruggen zijn er ook andere intermoleculaire krachten van belang in het bij elkaar houden van nucleotideketens. Vermeldenswaard zijn de zogenaamde stacking interactions tussen de basen. De stacking interactions worden gestabiliseerd door vanderwaalskrachten en hydrofobe interacties en vertonen een grote lokale variabiliteit in structuur.
Uit vergelijkingen tussen verschillende RNA-moleculen blijkt dat in de secundaire structuur van RNA een aantal motieven zijn te onderscheiden, zoals de haarspeldlus of de pseudoknoop. Deze motieven zijn van groot belang bij de functionaliteit van het RNA-molecuul, bijvoorbeeld de katalytische activiteit. Het patroon van deze motieven zijn bepalend voor de totstandkoming van de tertiaire structuur.

### Tertiaire structuur

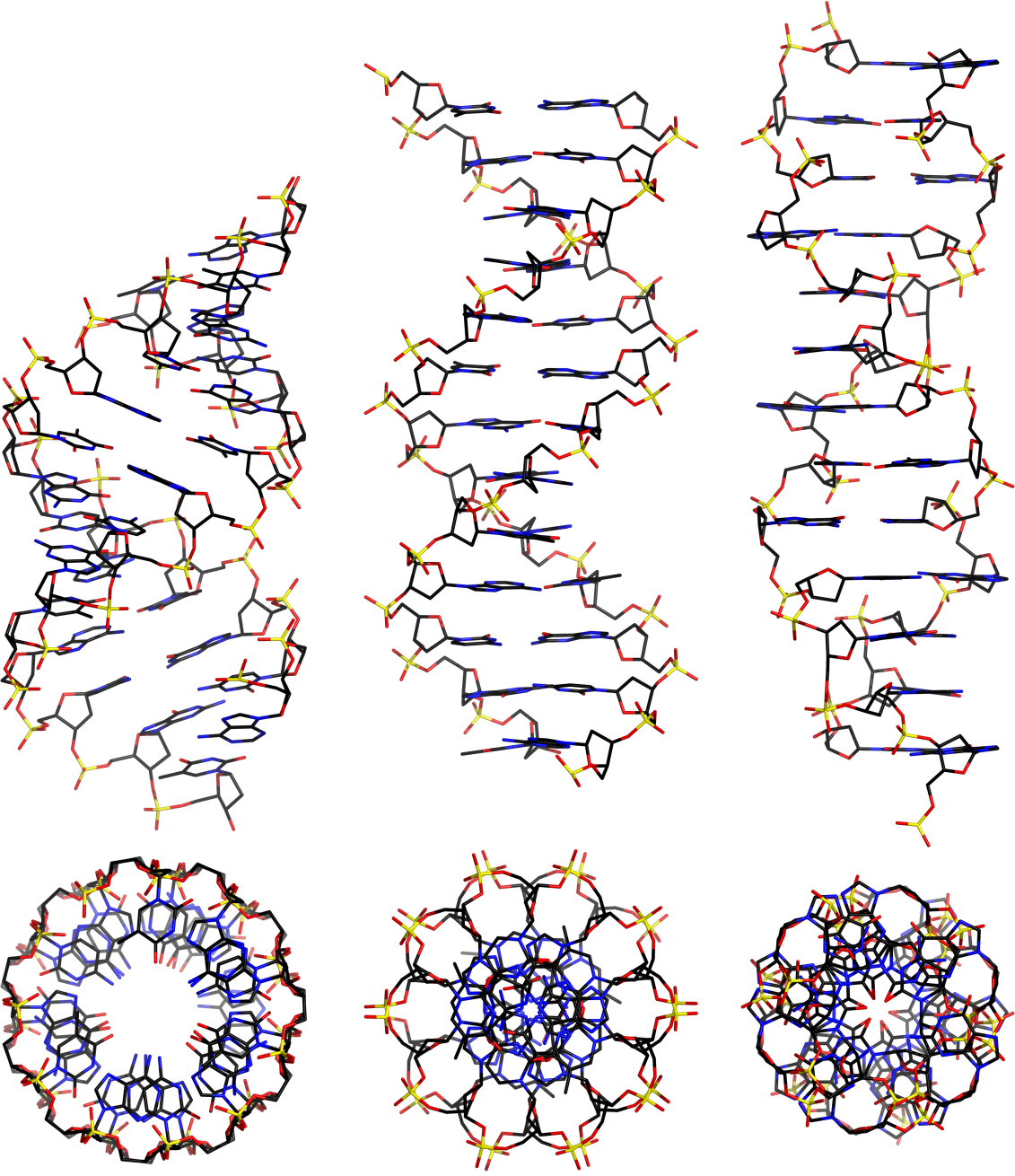
Lateraal aanzicht van de tertiaire structuur van A-DNA, B-DNA en Z-DNA

De tertiaire structuur is de volledige ruimtelijke vorm het een nucleïnezuur. De tertiaire structuur van DNA komt voort uit verschillende geometrische eigenschappen van de helix: de spiraliseringsrichting van het molecuul (linksdraaiend of rechtsdraaiend), het aantal nucleotiden per draai van de helix  en het lengteverschil tussen de smalle groeve en brede groeve.
In tegenstelling tot DNA zijn RNA-moleculen meestal enkelstrengs. Doordat de stikstofbasen van de RNA-keten vrij liggen, is het mogelijk dat deze waterstofbruggen vormen met andere nucleotiden in dezelfde keten, zodat het RNA-molecuul zich opvouwt in een complexe tertiaire structuur. De juiste vouwing kan het RNA-molecuul katalytische eigenschappen geven.

### Quaternaire structuur
De quaternaire structuur van nucleïnezuren is vergelijkbaar met de quaternaire structuur van eiwitten. De term verwijst naar een hoger niveau van organisatie, waarbij het nucleïnezuur een stabiele interactie aangaat met een andere macromolecuul, vaak een eiwit. De meest voorkomende vorm van hogere organisatie van nucleïnezuren is chromatine, de associatie van DNA met histonen. De mate van opvouwing van het chromatine hangt af van modificaties aan histonen (methylering, acetylering) en is essentieel voor regulatie van genexpressie. Ook verwijst de quaternaire structuur naar de interacties tussen afzonderlijke RNA-moleculen in het ribosoom of spliceosoom.